# Jan Bruins
Jan Bruins (Deventer, 27 de mayo de 1940 - Deventer, 16 de abril de 1997) fue un piloto de motociclismo holandés, que disputó el Campeonato del Mundo de Motociclismo desde 1968 hasta 1975, siempre en la cilindrada de 50cc. Su debut en Mundial se realiza en el Gran Premio de Alemania de 1968 en 50cc. En los años siguientes siempre se corrió en la misma cilindrada, principalmente con Kreidler, consiguiendo tres podios y una victoria en el Gran Premio de Yugoslavia de 1972. Esta temporada es en la que logró el mejor resultado final con un cuarto lugar en la clasificación general.

## Resultados
Sistema de puntuación desde 1950 hasta 1968:
| Posición | 1 | 2 | 3 | 4 | 5 | 6 |
| Puntos   | 8 | 6 | 4 | 3 | 2 | 1 |

Sistema de puntuación desde 1969 en adelante:
| Posición | 1  | 2  | 3  | 4 | 5 | 6 | 7 | 8 | 9 | 10 |
| Puntos   | 15 | 12 | 10 | 8 | 6 | 5 | 4 | 3 | 2 | 1  |

(carreras en cursiva indica vuelta rápida)
| Año  | Cat. | Moto     | 1       | 2     | 3     | 4       | 5      | 6       | 7     | 8      | 9       | 10      | 11    | 12     | 13    | Pts. | Pos. |
| ---- | ---- | -------- | ------- | ----- | ----- | ------- | ------ | ------- | ----- | ------ | ------- | ------- | ----- | ------ | ----- | ---- | ---- |
| 1968 | 50cc | Kreidler | GER Ret | ESP - | IOM - | NED 7   | BEL -  |         |       |        |         |         |       |        |       | 0    | –    |
| 1969 | 50cc | Kreidler | ESP -   | GER - | FRA - |         | NED 11 | BEL -   | DDR - | CZE -  |         | ULS -   | NAT - | YUG -  |       | 0    | –    |
| 1970 | 50cc | Kreidler | GER -   | FRA - | YUG - |         | NED 10 | BEL -   | DDR - | CZE -  |         | ULS -   | NAT - | ESP -  |       | 1    | 33.º |
| 1971 | 50cc | Kreidler | AUT -   | GER - |       | NED 4   | BEL -  | DDR -   | CZE - | SWE 6  |         |         | NAT - | ESP 5  |       | 19   | 10.º |
| 1972 | 50cc | Kreidler | GER 6   |       |       | NAT Ret |        | YUG 1   | NED - | BEL 6  | DDR -   |         | SWE 4 |        | ESP 5 | 39   | 4.º  |
| 1973 | 50cc | Monark   |         |       | GER - | NAT Ret |        | YUG Ret | NED 4 | BEL -  |         | SWE Ret |       | ESP 13 |       | 8    | 14.º |
| 1974 | 50cc | Kreidler | FRA 10  | GER - |       | NAT 2   |        | NED 3   | BEL 7 | SWE 12 | FIN Ret | CZE -   | YUG - | ESP -  |       | 27   | 7.º  |
| 1975 | 50cc | Kreidler |         | ESP - |       | GER 8   | NAT -  |         | NED - | BEL -  | FIN -   | FIN -   |       | YUG -  |       | 3    | 23.º |